# Biarctus
Biarctus is een geslacht van kreeftachtigen uit de familie van de Scyllaridae.

## Soorten
- Biarctus dubius (Holthuis, 1963)
- Biarctus pumilus (Nobili, 1906)
- Biarctus sordidus (Stimpson, 1860)
- Biarctus vitiensis (Dana, 1852)